# Károly Khuen-Héderváry

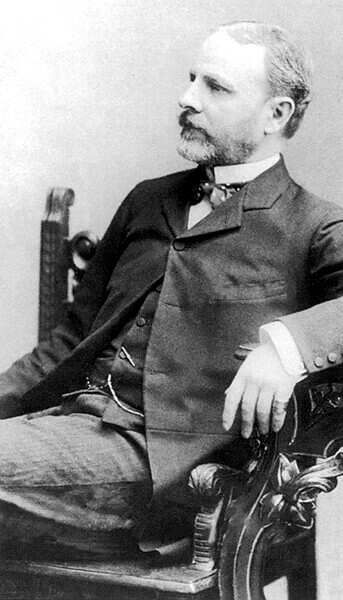
Károly Khuen-Héderváry

Károly (Karl) Khuen-Héderváry, född 23 maj 1849 i Freiwaldau i Oberschlesien, död 16 februari 1918 i Budapest, var en ungersk greve och statsman.

## Biografi
Khuen-Héderváry började sin politiska bana på 1870-talet som medlem av den kroatiska lantdagen och kroatisk deputerad i ungerska riksdagen. 1879 blev Khuen-Héderváry obergespan i komitatet Raab och var 1883-1903 ståthållare (ban) i kungariket Kroatien-Slavonien, då en administrativ enhet inom Österrike-Ungern. Som ståthållare gjorde han sig känd som en energisk, ganska skicklig och ibland något hårdhänt administratör. Khuen-Hédervárys verksamhet i Kroatien skildras i Graf Khuen-Héderváry und seine zeit (1903).
Såväl 1892 som 1895 hade Khuen-Héderváry vid ministerkriser i Ungern ombetts att bilda regering, utan att någondera gången lyckas åstadkomma någon parlamentariskt hållbar kombination. I juni 1903 blev Khuen-Héderváry ungersk ministerpresident efter Kálmán Széll. Kort därefter gjorde upptäckten av en bestickningsaffär som Khuen-Hédervárys vän greve Szapáry var inblandad i regeringens ställning i parlamentet ohållbar. Khuen-Héderváry begärde sitt avsked (10 augusti) och frikändes kort därefter av en särskilt tillsatt undersökningskommission från inblandning i affären.
Kejsaren, Frans Josef, dröjde med att bevilja ministärens avskedsansökan då Khuen-Hédervárys tilltänkte efterträdare, greve István Tisza, länge misslyckades i sina strävanden att bilda en ny regering. Efter stormiga debatter under parlamentets höstsession fick Khuen-Héderváry 8 november sitt avsked, men redan i mars 1904 inträdde han som minister vid hovet i efterträdaren Tiszas ministär och avgick med denna i februari 1905. Då den av tre forna oppositionspartier bildade koalitionen och dess regering Wekerle 1909 råkat i snabbt tilltagande inre upplösning och maktlöshet, tillkallades än en gång greve Khuen-Héderváry.
Han lyckades i januari 1910 bilda en regering med stöd från det vid 1905 års val nästan bortsopade liberala partiets gamla ledare och fick snabbt kejsarens samtycke till en parlamentsupplösning. Då Khuen-Héderváry 21 mars i parlamentet skulle motivera denna mottogs han av högljudda protester från oppositionen och blev till och med skadad i ansiktet av föremål som kastades efter honom.
Valen, som hölls i juni, gav regeringen Khuen-Héderváry en överväldigande majoritet. Det av honom och greve Tisza ledda nya regeringspartiet, "det nationella arbetspartiet", strävade enligt Nordisk Familjebok efter att sätta sakligt arbete framför de "bullrande nationalistiska demonstrationer och obstruktionsupptåg, på vilka ungerska parlamentet de senaste åren förslösat sin mesta tid." Khuen-Héderváry avgick som ministerpresident i april 1912 och dog 1918 i Budapest.